# Parque nacional lago Enriquillo e isla Cabritos

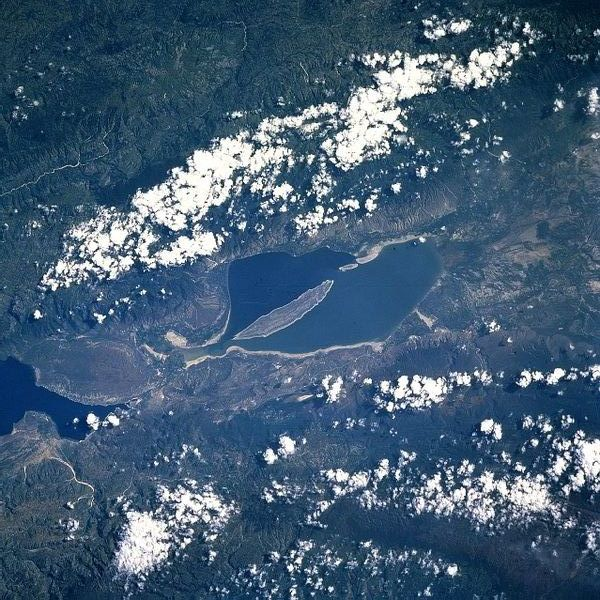
Vista aérea del lago Enriquillo.

El Parque nacional Lago Enriquillo e Isla Cabritos es un parque nacional ubicado en la provincia de Bahoruco, al suroeste de la República Dominicana. Recibió el estatus de parque natural en 1974.
La isla, de una superficie de 26 km², es de forma alargada de este a oeste se sitúa en el salado lago Enriquillo, arropado por las sierras de Neiba y Bahoruco. 

## Flora y fauna
La vegetación de la isla es bosque tropical seco y espinoso, propio de bajas precipitaciones y de altas temperaturas, que apenas varían durante a lo largo del año. 
La fauna es muy variada y rica, destacando los ejemplares de reptiles, en especial el cocodrilo americano. Además alberga a casi una centena de especies avícolas tropicales, entre las que cabe destacar la garza y el flamenco.